# Spjuttjärnen (Bjuråkers socken, Hälsingland)
Spjuttjärnen är en sjö i Hudiksvalls kommun i Hälsingland och ingår i Delångersåns huvudavrinningsområde.